# Arthroleptis adelphus
Espèce
Statut de conservation UICN

 LC  : Préoccupation mineure
Arthroleptis adelphus est une espèce d'amphibiens de la famille des Arthroleptidae.

## Répartition
Cette espèce se rencontre dans le Sud du Cameroun, en Guinée équatoriale et au Gabon.
Sa présence est incertaine en Centrafrique et au Congo-Kinshasa.

## Publication originale
- Perret, 1966 : Les amphibiens du Cameroun. Zoologische Jahrbücher. Abteilung für Systematik, Ökologie und Geographie. Jena  vol. 93, p. 289-464.